# 莊敬夫
莊敬夫（？—？），號桂圍，落款亦常用烏江、松園、丹霞。祖籍福建同安，出身於臺灣縣西定坊，清治乾隆、嘉慶年間的臺灣畫司。

## 生平
莊敬夫為清治時代的武舉人，擅於做水墨畫，海防同知楊紹裘以及臺灣總兵顏鳴皐皆曾為其畫作題詞。莊敬夫之畫作多為大幅松鹿圖，亦曾應寺廟之請，繪其壁畫。史書記載道：「每脫藁，人輒閟以為家珍。」當時畫家多喜歡摹擬其松鹿圖以作買賣，但卻沒有人能夠摹仿其畫之妙。然而，他於寺廟的壁畫詩作都已亡佚消失，今日所見之畫多以紙本的大幅松鹿圖為主，筆法粗勁有力，鹿眼炯炯有神，富有強勁硬實之感。近代美術史家，以其為台灣「狂野」特質之代表。